# Algirdas-Brazauskas-Wasserkraftwerkbrücke Kaunas

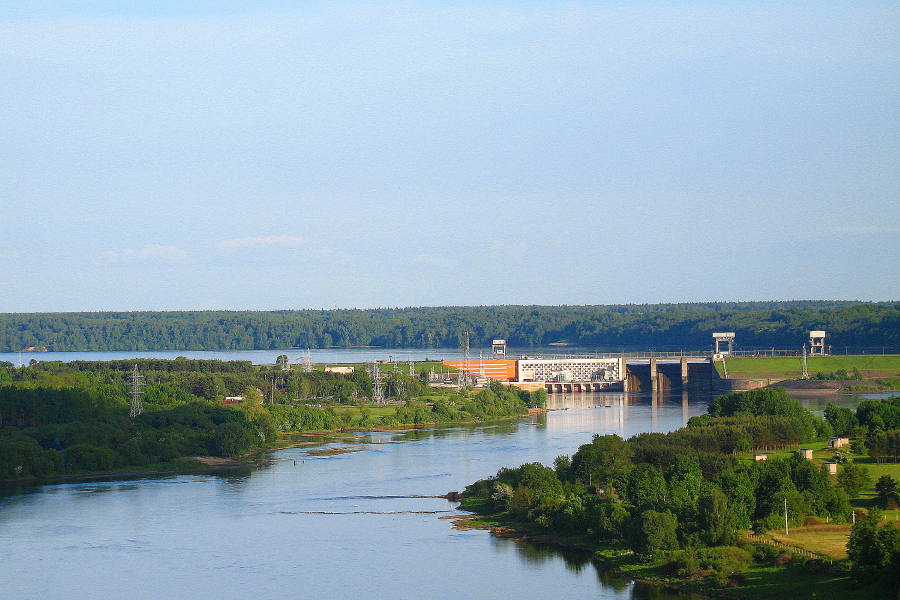
Brücke

Die Algirdas-Brazauskas-Wasserkraftwerkbrücke Kaunas ist eine Brücke über die Memel in der zweitgrößten litauischen Stadt Kaunas. Sie befindet sich am Algirdas-Brazauskas-Wasserkraftwerk Kaunas. Unter der Brücke installierte Turbinen erzeugen Strom. Die Länge  der Brücke beträgt  70,2 Meter. Die  Brücke wurde erbaut im Jahr 1961. Sie verbindet die Stadtteile Petrašiūnai und Panemunė.
Am 6. September 2016  wurde die Brücke  wegen größerer Reparaturen geschlossen. Der Wiederaufbau und die Kapitalreparaturen der Brücke wurde von der litauischen Firma Alkesta durchgeführt, die die Ausschreibung gewonnen hat.